# Securidaca macrophylla
Securidaca macrophylla là một loài thực vật có hoa trong họ Polygalaceae. Loài này được (Benth.) Wurdack miêu tả khoa học đầu tiên năm 1972.